# Capdepera
Capdepera (pronunciat /kapdəpérə/ Capdapéra) és una vila i municipi del litoral mallorquí situat a l'extrem oriental de l'illa, a la comarca del Llevant. Limita amb els municipis de Son Servera i Artà. És el municipi de Mallorca més proper a l'illa veïna de Menorca.

## Etimologia
L'origen del seu topònim prové del català cap de péra, que significa literalment cap de pedra, una referència clara a les característiques geogràfiques de la zona. En documents antics es registra com a Cap de la Pera, un nom que ja incloïa l'article, indicant el seu ús per part de la gent de mar catalana, en comptes de ser un nom mossàrab.

## Població
| Entitat de població | Habitants (2024) |
| Cala Rajada         | 7.097            |
| Capdepera           | 3.746            |
| Cala Lliteres       | 697              |
| Canyamel            | 503              |
| Font de sa Cala     | 252              |
| Son Moll            | 224              |
| sa Pedruscada       | 204              |
| es Provençals       | 150              |
| Cala Mesquida       | 74               |
| es Carregador       | 65               |
| Cala Gat            | 54               |
| Font: INE           |                  |

La vila de Capdepera presenta diverses àrees amb denominació pròpia: Son Pocapalla, Vilanova i Vila-roja. Fruit de l'expansió demogràfica associada al turisme, nombrosos nuclis tradicionals han crescut i n'han aparegut de nous: cala Rajada, cala Gat, cala Lliteres, cala Mesquida, Canyamel, N'Anyana, la Costa de Canyamel, la Talaia, el Carregador, la Font de la Cala, cala Provençals, Na Taconera, N'Aguait, els Pelats, Son Bessó i Son Moll.
La població de dret de Capdepera era de 12.340 habitants el 2023. D'aquests, 3.276 residien al nucli de la vila i 6.390 al nucli de Cala Rajada. La resta vivien disseminats o a les múltiples poblacions del terme. Els llinatges mallorquins més comuns de Capdepera són Flaquer, Garau, Ferrer, Moll i Sureda; els més habituals, sense tenir en compte l'origen, són Fernández, Rodríguez, Pérez, González i López.
La demografia de Capdepera ha sofert canvis molt significatius durant els darrers dos segles. L'any 1877, la població de dret era de 2.374 persones. Aquesta xifra va augmentar lleugerament fins a 2.735 al tombant de segle i va continuar creixent fins a arribar als 3.004 habitants l'any 1950. A partir de la segona meitat del segle xx, la població va seguir una tendència ascendent, arribant als 5.593 habitants el 1981 i doblà la població en només 30 anys, passant a 12.212 habitants el 2021.
La població viu dispersa en diversos nuclis de població, però la major part es concentra als nuclis de Capdepera i Cala Rajada.

## Història
L’any 1300, el rei Jaume II de Mallorca, mitjançant les Ordinacions, ordenà la creació de dotze poblacions a l’illa de Mallorca. Una es trobava prop del Cap de la Pedra, que acabaria esdevenint el recinte emmurallat de Capdepera. El propòsit principal d’aquest recinte era agrupar la població dispersa per la zona al voltant de la torre de vigilància de Miquel Nunis, reforçant així la seguretat davant possibles amenaces externes. La construcció de les muralles finalitzà a finals del segle xiv.
Inicialment, bona part de la població es resistí a abandonar les seves terres per viure dins les muralles. Per tal d’incentivar el canvi, el rei Sanç I de Mallorca concedí ajuts de cent sous a les famílies que s'hi instal·lessin. Així i tot, es feren necessàries mesures addicionals, com l’ordre que obligava els habitants a refugiar-se armats al recinte cada vespre per reforçar-ne la defensa. En els primers anys es construïren unes cinquanta cases dins la fortificació, tot i que la població de Capdepera mai arribà a superar les cent famílies i continuà depenent administrativament d’Artà.
L’església del recinte fou ampliada durant els segles xvi i xviii. En el seu interior es conserven dues peces d’alt valor històric i artístic: una talla d’un Crist, datada entre els segles xiv i xv, i una imatge de la Mare de Déu de l’Esperança, patrona de Capdepera, venerada des del segle xvi.
Amb l’arribada al tron dels Borbons el 1715, Capdepera perdé el dret a mantenir armes i es nomenà un governador amb un petit destacament de dragons encarregats de la defensa del lloc. Posteriorment, amb la conquesta d’Alger pels francesos l’any 1830, el corsarisme i la pirateria disminuïren dràsticament, alterant la funció estratègica del castell. Els militars abandonaren la fortalesa i els habitants començaren a traslladar-se fora del recinte, buscant cases més àmplies i confortables. A finals del segle xviii, només quedaven vint-i-cinc cases habitades dins el castell, mentre que el nou nucli fora muralles ja comptava amb més de dues-centes cases.
L’any 1856, el castell fou venut en una subhasta pública i passà a ser propietat de Josep Quint Zafortesa. No obstant això, el 1983 l’Ajuntament de Capdepera el comprà, retornant-lo així al poble.

## Geografia
Té un relleu molt retallat, que compta amb nombroses cales com Cala Agulla, Cala Mesquida, Canyamel, sa Font de sa Cala, Cala Lliteres, Cala Gat, la Preduscada o el Carregador.
Al municipi s'hi troben les muntanyes de la talaia de Son Jaumell, el puig de s'Àguila, el puig Seguer, la talaia de Canyamel. A més, el massís de ses muntanyes de Son Sastres, limita amb el municipi d'Artà i és proper al Parc Natural de la Península de Llevant.
Al cap Vermell, devora la platja de Canyamel, es troben les coves de s'Ermità, més conegudes com les coves d'Artà, pel fet que aquestes van pertànyer a Artà fins que, al segle xix, Capdepera es constituí en municipi independent.

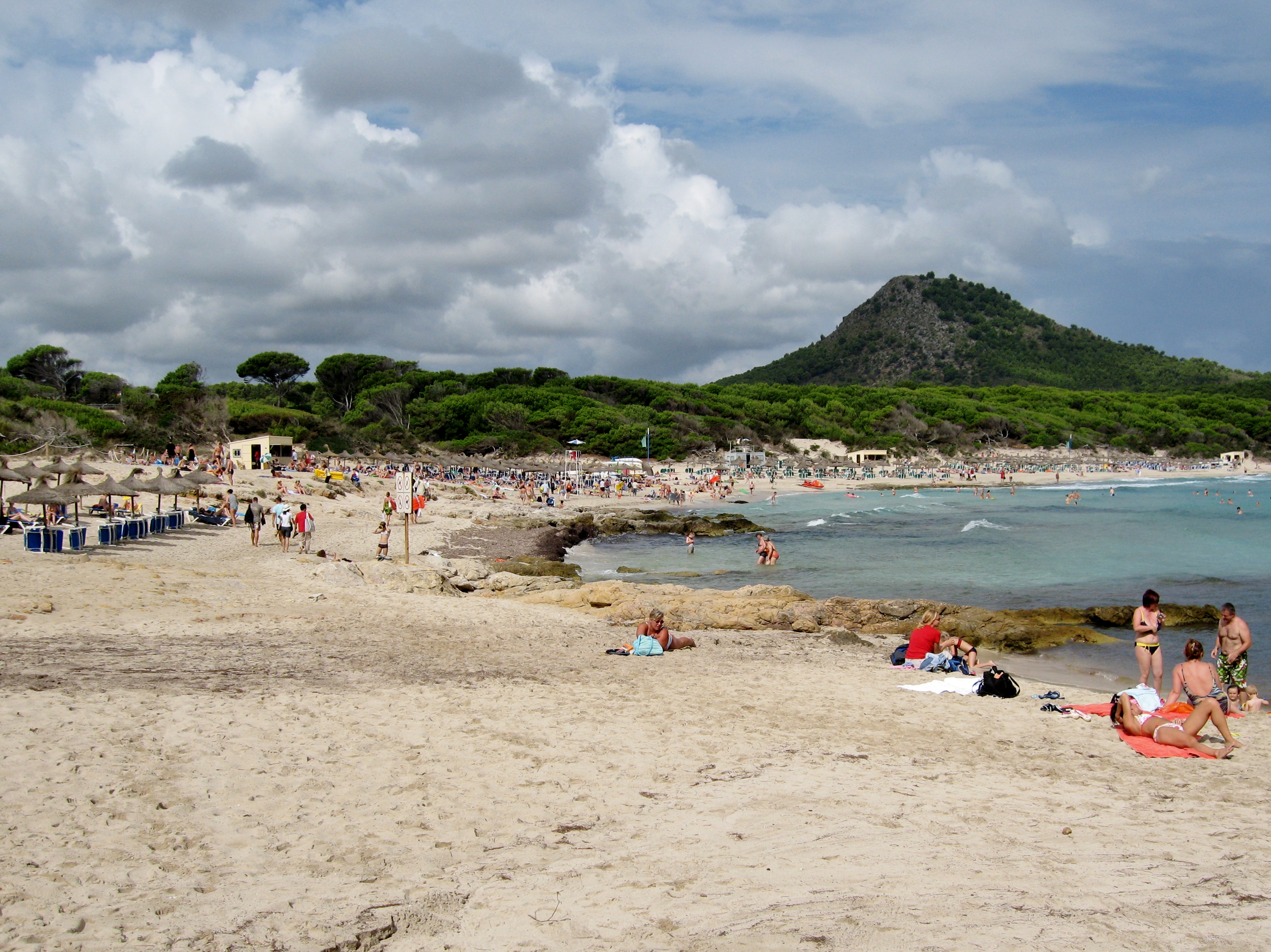
Cala Agulla
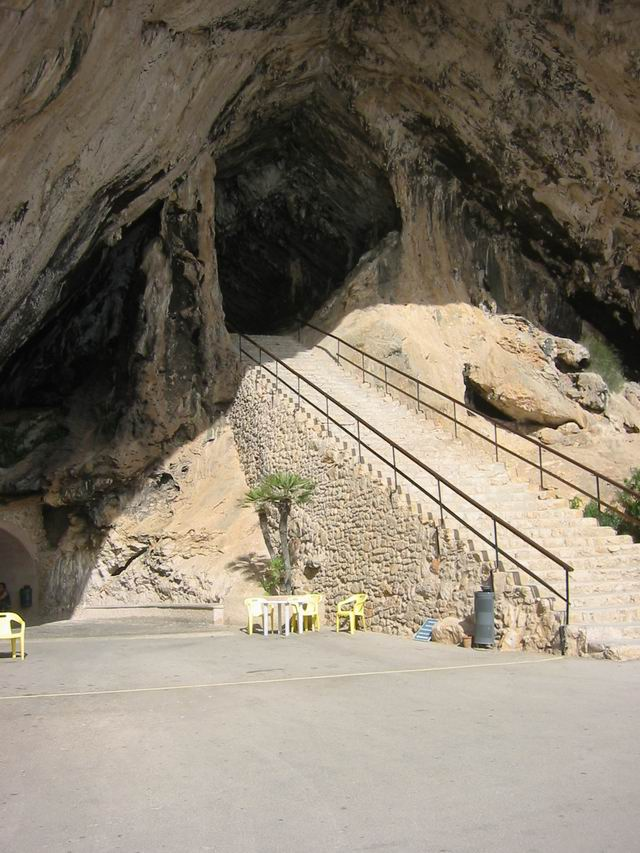
Coves d'Artà
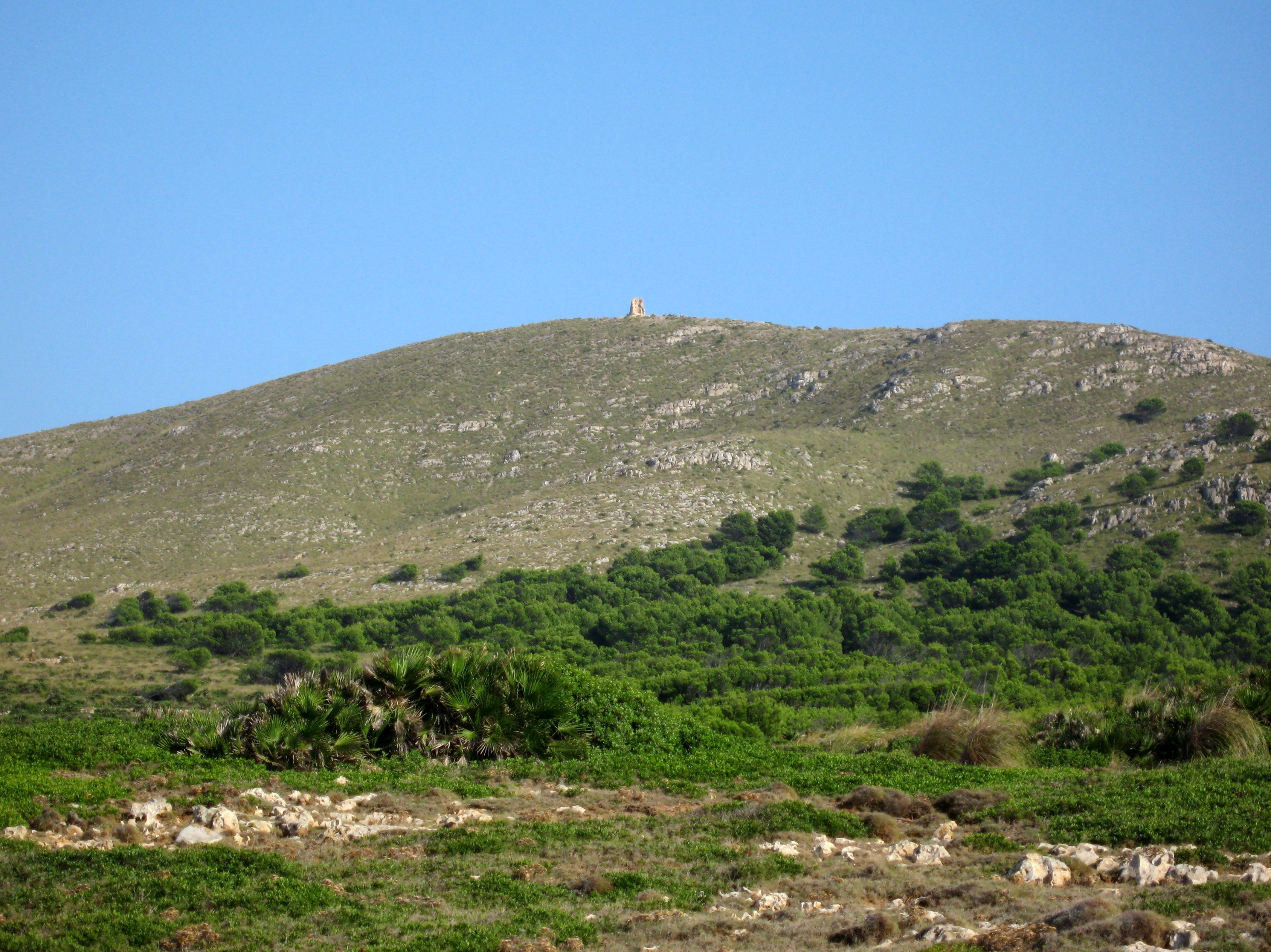
Talaia de Son Jaumell

## Festes
El patró de Capdepera és Sant Bartomeu, celebrat el 24 d’agost, data en què es celebra la festa major del poble. Durant aquestes festes, destaquen esdeveniments com les revetlles musicals, la Diana Florejada, el correfoc, el ball de bot i les curses de trot, entre altres activitats. La patrona del municipi és la Mare de Déu de l’Esperança, celebrada el 18 de desembre.
La festivitat més emblemàtica de Capdepera és Sant Antoni Abat, que té lloc el 17 de gener. Aquesta celebració, profundament arrelada a la tradició mallorquina, té com a protagonistes el Dimoni Ros, el Dimoni Moreno i Sant Antoni. L’organització de la festa recau en l’Obreria de Sant Antoni Abat de Capdepera.
A Cala Rajada, les festes populars principals són les Festes del Carme, dedicades a la Mare de Déu del Carme, patrona dels mariners, i celebrades el 16 de juliol, així com les Festes de Sant Roc, que tenen lloc el 16 d’agost. Aquestes celebracions estan organitzades per una associació local.

## Fires i mercats

### Mercat medieval de Capdepera
El tercer cap de setmana de maig, Capdepera celebra el Mercat Medieval en commemoració de la fundació de la vila per part del rei Jaume II l’any 1300, a través de les Ordinacions. Aquest esdeveniment transforma el poble en un escenari que recrea l’època medieval, amb decoració, llums, colors, sons i olors que transporten els visitants a l’Edat Mitjana. El mercat medieval compta amb la presència d’artesans de diverses disciplines i s'organitzen activitats complementàries. El mercat s'ubica principalment a la zona del Castell de Capdepera i als carrers adjacents.

### Mostra de la Llampuga
El segon diumenge d’octubre, el moll de Cala Rajada acull la Mostra de la Llampuga, una fira gastronòmica centrada en aquest peix fresc com a ingredient principal. Durant aquest esdeveniment, es poden degustar plats elaborats amb llampuga a les diverses paradetes que hi participen. La mostra forma part del cap de setmana dedicat al peix fresc, que inclou també un concurs de tapes, una paella multitudinària i actuacions de música en directe.

### Mercats setmanals
El mercat de Capdepera se celebra cada dimecres al matí a la plaça de l’Orient i els seus voltants. Per altra banda, el mercat de Cala Rajada té lloc cada dissabte al matí a la plaça dels Pins. Aquests mercats ofereixen una àmplia varietat de productes locals, com fruita, verdura, artesania i altres articles, i són punts de trobada tant per residents com per visitants.

## Llocs d'interès

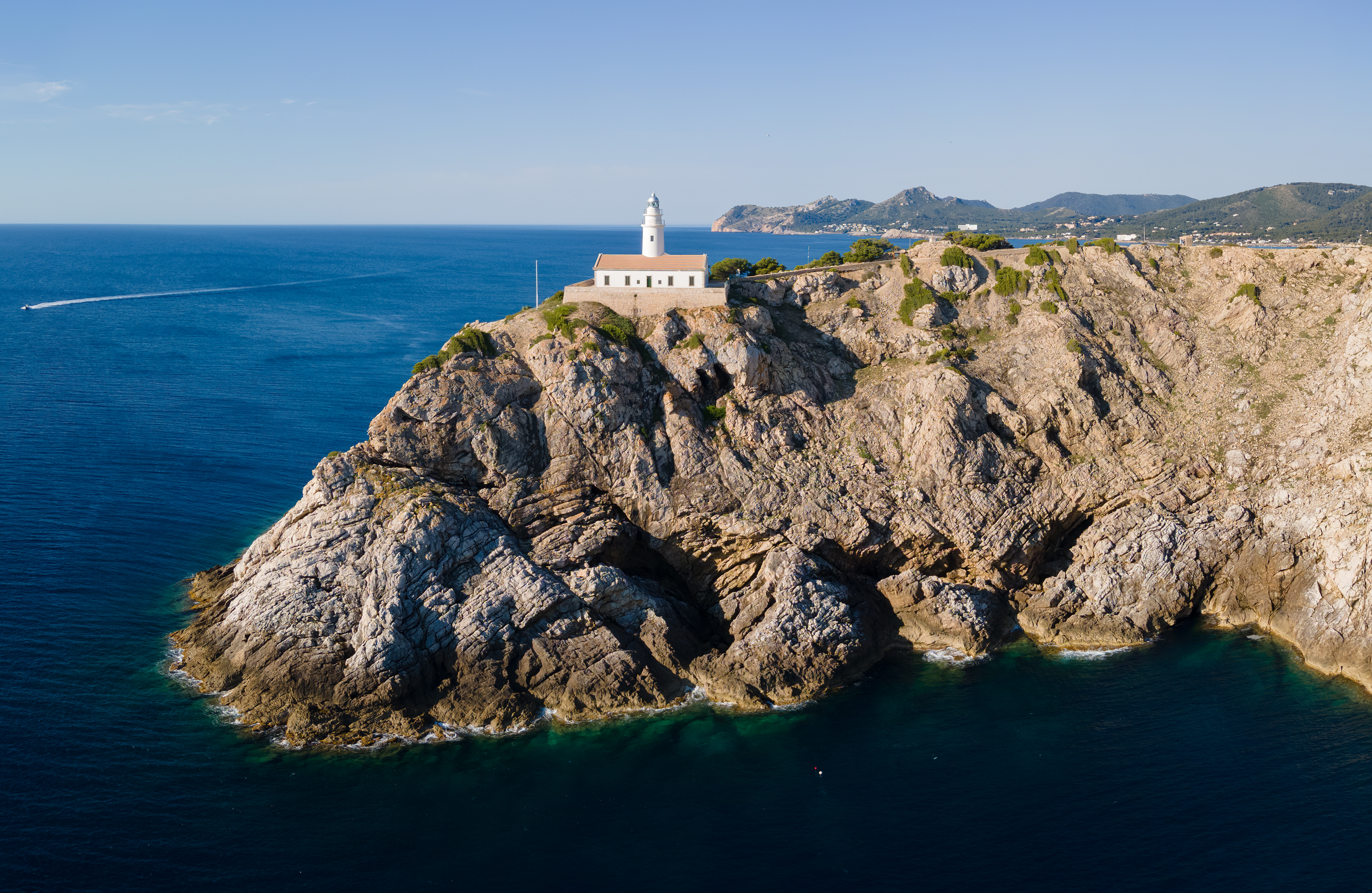
Far de Capdepera

- Un dels llocs més emblemàtics és el Castell de Capdepera, declarat bé d’interès cultural (BIC) el 1993, situat al capdamunt de la vila. Construït al segle xiv per ordre del rei Jaume II, va servir com a refugi per a la població local durant els freqüents atacs pirates.
- També destaquen les ruïnes d'un conjunt de construccions talaiòtiques a l'indret de Son Favar, declarades BIC el 1966.
- Torre d'en Miquel Nunis, d'origen islàmic (segles x-xii), es troba al punt més alt del puig. Amb vistes estratègiques al canal de Menorca, va ser la base de la vila fortificada. El 1231 s'hi signà el Tractat de Capdepera amb els musulmans de Menorca.[12]
- Les coves d'Artà, situades a la costa de Canyamel, destaquen per les seves altes estalagmites i estalactites de formes úniques i proporcions impressionants.
- El far de Capdepera, construït el 1861 a 58 metres sobre el nivell del mar, és el punt més oriental de Mallorca, amb vistes a cala Ratjada, Canyamel i Menorca. Situat a la punta de Capdepera, destaca per la seva biodiversitat, amb vegetació adaptada al vent i espècies d'aus com corbs marins i gavines corses.[13]

## Persones il·lustres
- Suso Reixach, cantant.
- Isabel Moll Blanes, historiadora i catedràtica emèrita d'universitat.
- Toni Prats, futbolista.
- Juanmi Gelabert, futbolista.